# Salvaterra de Magos (freguesia)
A Freguesia de Salvaterra de Magos é uma extinta freguesia portuguesa do Município de Salvaterra de Magos, presentemente agregada na União de Freguesias de Salvaterra de Magos e Foros de Salvaterra, da qual é a sede, freguesia que tinha 34,98 km² de área e 5526 habitantes (2011), e, por isso, uma densidade populacional de 158 hab/km².

## População
| População da freguesia de Salvaterra de Magos | População da freguesia de Salvaterra de Magos | População da freguesia de Salvaterra de Magos | População da freguesia de Salvaterra de Magos | População da freguesia de Salvaterra de Magos | População da freguesia de Salvaterra de Magos | População da freguesia de Salvaterra de Magos | População da freguesia de Salvaterra de Magos | População da freguesia de Salvaterra de Magos | População da freguesia de Salvaterra de Magos | População da freguesia de Salvaterra de Magos | População da freguesia de Salvaterra de Magos | População da freguesia de Salvaterra de Magos | População da freguesia de Salvaterra de Magos | População da freguesia de Salvaterra de Magos |
| --------------------------------------------- | --------------------------------------------- | --------------------------------------------- | --------------------------------------------- | --------------------------------------------- | --------------------------------------------- | --------------------------------------------- | --------------------------------------------- | --------------------------------------------- | --------------------------------------------- | --------------------------------------------- | --------------------------------------------- | --------------------------------------------- | --------------------------------------------- | --------------------------------------------- |
| 1864                                          | 1878                                          | 1890                                          | 1900                                          | 1911                                          | 1920                                          | 1930                                          | 1940                                          | 1950                                          | 1960                                          | 1970                                          | 1981                                          | 1991                                          | 2001                                          | 2011                                          |
| 2 463                                         | 2 557                                         | 3 117                                         | 4 314                                         | 4 500                                         | 4 473                                         | 5 169                                         | 5 622                                         | 6 383                                         | 6 867                                         | 6 589                                         | 8 372                                         | 4 843                                         | 5 123                                         | 5 526                                         |

Com lugares desta freguesia foi criada em 1984 a freguesia de Foros de Salvaterra
| Distribuição da População por Grupos Etários | Distribuição da População por Grupos Etários | Distribuição da População por Grupos Etários | Distribuição da População por Grupos Etários | Distribuição da População por Grupos Etários | Distribuição da População por Grupos Etários | Distribuição da População por Grupos Etários | Distribuição da População por Grupos Etários | Distribuição da População por Grupos Etários | Distribuição da População por Grupos Etários |
| -------------------------------------------- | -------------------------------------------- | -------------------------------------------- | -------------------------------------------- | -------------------------------------------- | -------------------------------------------- | -------------------------------------------- | -------------------------------------------- | -------------------------------------------- | -------------------------------------------- |
| Ano                                          | 0-14 Anos                                    | 15-24 Anos                                   | 25-64 Anos                                   | > 65 Anos                                    |                                              | 0-14 Anos                                    | 15-24 Anos                                   | 25-64 Anos                                   | > 65 Anos                                    |
| 2001                                         | 755                                          | 700                                          | 2 676                                        | 992                                          |                                              | 14,7%                                        | 13,7%                                        | 52,2%                                        | 19,4%                                        |
| 2011                                         | 830                                          | 565                                          | 2 882                                        | 1 249                                        |                                              | 15,0%                                        | 10,2%                                        | 52,2%                                        | 22,6%                                        |

Média do País no censo de 2001:  0/14 Anos-16,0%; 15/24 Anos-14,3%; 25/64 Anos-53,4%; 65 e mais Anos-16,4%
Média do País no censo de 2011:   0/14 Anos-14,9%; 15/24 Anos-10,9%; 25/64 Anos-55,2%; 65 e mais Anos-19,0%

## Política

### Eleições autárquicas (Junta de Freguesia)
| Partido      | 1976 | 1976 | 1979 | 1979 | 1982 | 1982 | 1985 | 1985 | 1989 | 1989 | 1993 | 1993 | 1997 | 1997 | 2001 | 2001 | 2005 | 2005 | 2009 | 2009 |
| Partido      | %    | M    | %    | M    | %    | M    | %    | M    | %    | M    | %    | M    | %    | M    | %    | M    | %    | M    | %    | M    |
| ------------ | ---- | ---- | ---- | ---- | ---- | ---- | ---- | ---- | ---- | ---- | ---- | ---- | ---- | ---- | ---- | ---- | ---- | ---- | ---- | ---- |
| PS           | 40,3 | 5    | 39,6 | 8    | 39,6 | 8    | 37,7 | 4    | 47,4 | 5    | 39,0 | 4    | 32,5 | 3    | 19,6 | 2    | 14,5 | 1    | 27,5 | 3    |
| FEPU/APU/CDU | 39,9 | 5    | 40,7 | 8    | 40,5 | 8    | 24,8 | 2    | 26,5 | 2    | 30,9 | 3    | 44,0 | 4    | 14,3 | 1    | 10,1 | 1    | 16,3 | 1    |
| PPD/PSD      | 15,4 | 1    |      |      |      |      | 21,3 | 2    | 21,5 | 2    | 23,5 | 2    | 19,7 | 2    | 17,6 | 2    | 24,9 | 3    | 16,3 | 1    |
| AD           |      |      | 19,7 | 3    | 15,1 | 3    |      |      |      |      |      |      |      |      |      |      |      |      |      |      |
| PRD          |      |      |      |      |      |      | 13,3 | 1    |      |      |      |      |      |      |      |      |      |      |      |      |
| B.E.         |      |      |      |      |      |      |      |      |      |      |      |      |      |      | 42,1 | 4    | 40,3 | 4    | 36,5 | 4    |

## Património
- Capela do antigo Paço Real de Salvaterra de Magos
- Falcoaria do antigo Paço Real de Salvaterra de Magos